# Banque centrale de Kisangani

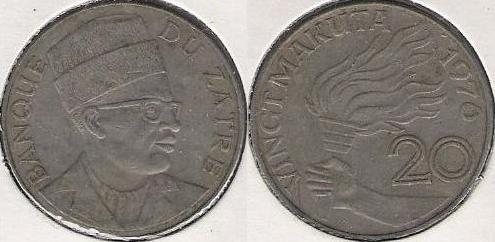
Pièce de 20 makuta de 1970

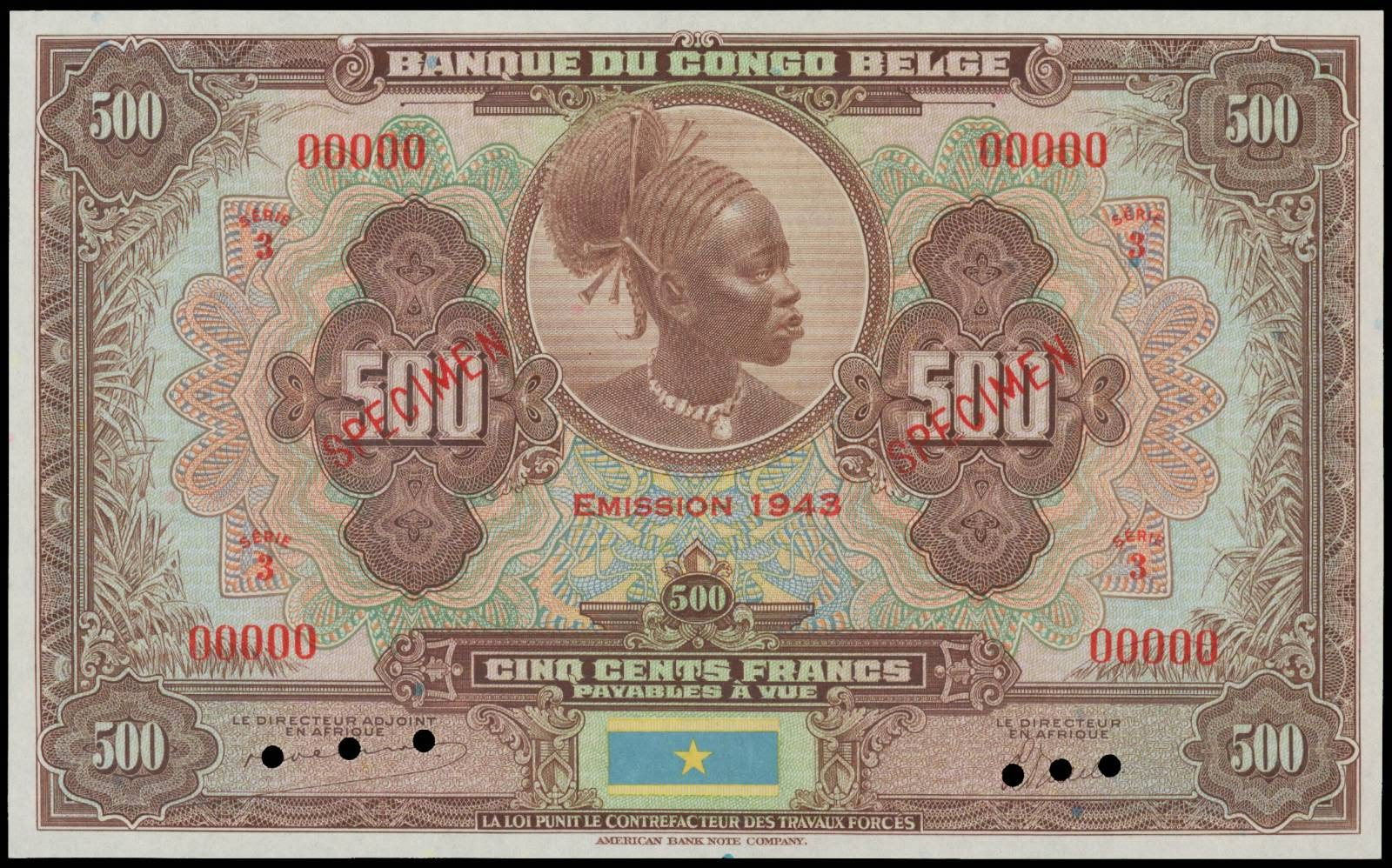
500 francs en 1943

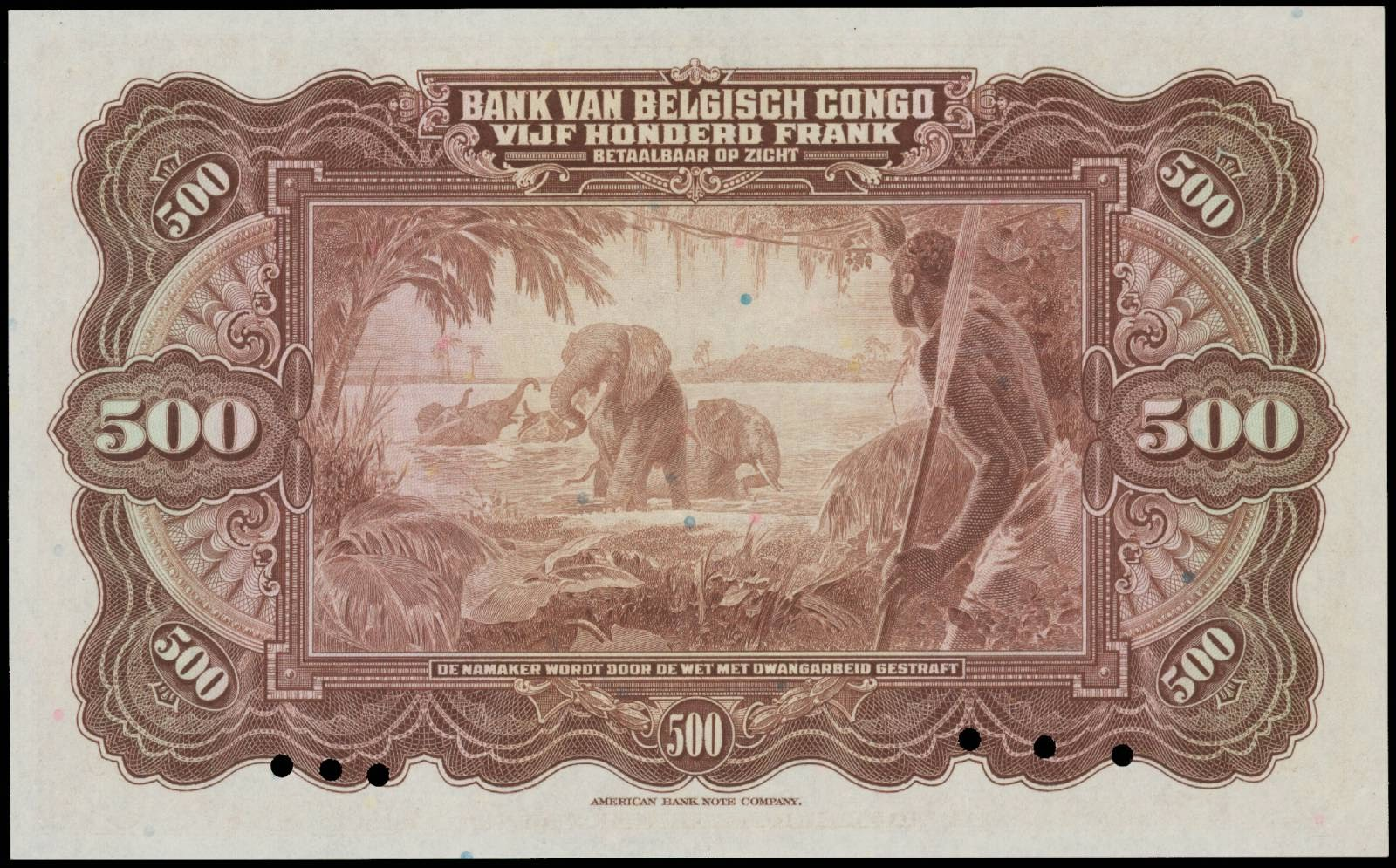
500 francs en 1943 retourné

La Banque centrale de Kisangani est l'institution de droit public de la république démocratique du Congo, responsable du maintien de la stabilité monétaire du pays. Cette banque centrale a été précédée, à l'époque du Congo belge, par la Banque du Congo belge.
La succursale de Kisangani a alors joué un rôle clé dans la gestion des réserves monétaires et le contrôle des politiques économiques régionales.
Son siège principal se trouve à Makiso, le quartier commercial et diplomatique de Kisangani.

## Histoire
La Banque centrale du Congo a été créée le 30 juillet 1951 sous le nom de Banque centrale  du Congo et du Ruanda-Urundi. Au 30 juillet 2001, la Banque centrale avait totalisé 50 ans d’existence durant lesquels elle a traversé deux périodes radicalement distinctes dont la première se rapporte à l’époque coloniale et la seconde se situe après l’accession du pays à la souveraineté nationale.
La Banque Centrale de Kisangani, située dans la province de la Tshopo en République Démocratique du Congo (RDC), est une institution importante dans l’histoire économique et financière de la région. Voici un aperçu historique :

## Période coloniale (1908-1960)
Sous l’administration belge, Kisangani (anciennement Stanleyville) jouait un rôle crucial en tant que centre économique du nord-est du Congo. À cette époque, les institutions bancaires coloniales y géraient les transactions commerciales, notamment dans les secteurs de l’agriculture et des ressources naturelles.
La Banque Centrale du Congo (BCC) a une histoire riche et complexe, marquée par plusieurs transformations depuis l’époque coloniale jusqu’à nos jours. Voici un aperçu de son évolution, avec un focus particulier sur Kisangani :
En 1909, la Banque du Congo Belge (BCB) est fondée et ouvre des agences à Boma et Stanleyville (aujourd’hui Kisangani) dès 1911.
En 1952, la Banque Centrale du Congo Belge et du Ruanda-Urundi (BCCRU) est créée, remplaçant la BCB dans ses fonctions de banque centrale.

## Post-indépendance et réformes (1960-1997)
Après l’indépendance en 1960, le Conseil Monétaire de la République est instauré pour préparer la création d’une banque centrale nationale.
En 1961, la Banque Nationale du Congo (BNC) est établie, devenant pleinement opérationnelle en 1964 après la fin des sécessions.
En 1971, dans le cadre de la politique de recours à l’authenticité, la BNC est renommée Banque Nationale du Zaïre, puis Banque du Zaïre en 1972.

## Transition vers la Banque Centrale du Congo (1997-présent)
Avec le changement de régime en 1997, la Banque du Zaïre redevient la Banque Nationale du Congo, puis est renommée Banque Centrale du Congo (BCC) en 1998 pour éviter toute confusion avec son homologue de Brazzaville.
En 1999, sous la gouvernance de Jean-Claude Masangu Mulongo, la BCC met en place des “Agences Autonomes” dans des localités comme Kisangani, suite au désengagement des banques commerciales, afin de maintenir les services financiers essentiels. titre= Masangu Mulumba .

## Rôle actuel
Aujourd’hui, la Banque Centrale de Kisangani assure la régulation monétaire, le contrôle de l’inflation, et le suivi des transactions dans une région riche en ressources, contribuant à la stabilité économique de la RDC.
Cette institution reste un pilier économique, témoignant des transformations politiques et financières du pays au fil des décennies.

Aujourd’hui, la succursale de la BCC à Kisangani joue un rôle crucial dans la régulation monétaire et la mise en œuvre des politiques économiques au niveau régional, contribuant ainsi à la stabilité financière de la République Démocratique du Congo.